# Liste der Baudenkmäler in Auhausen

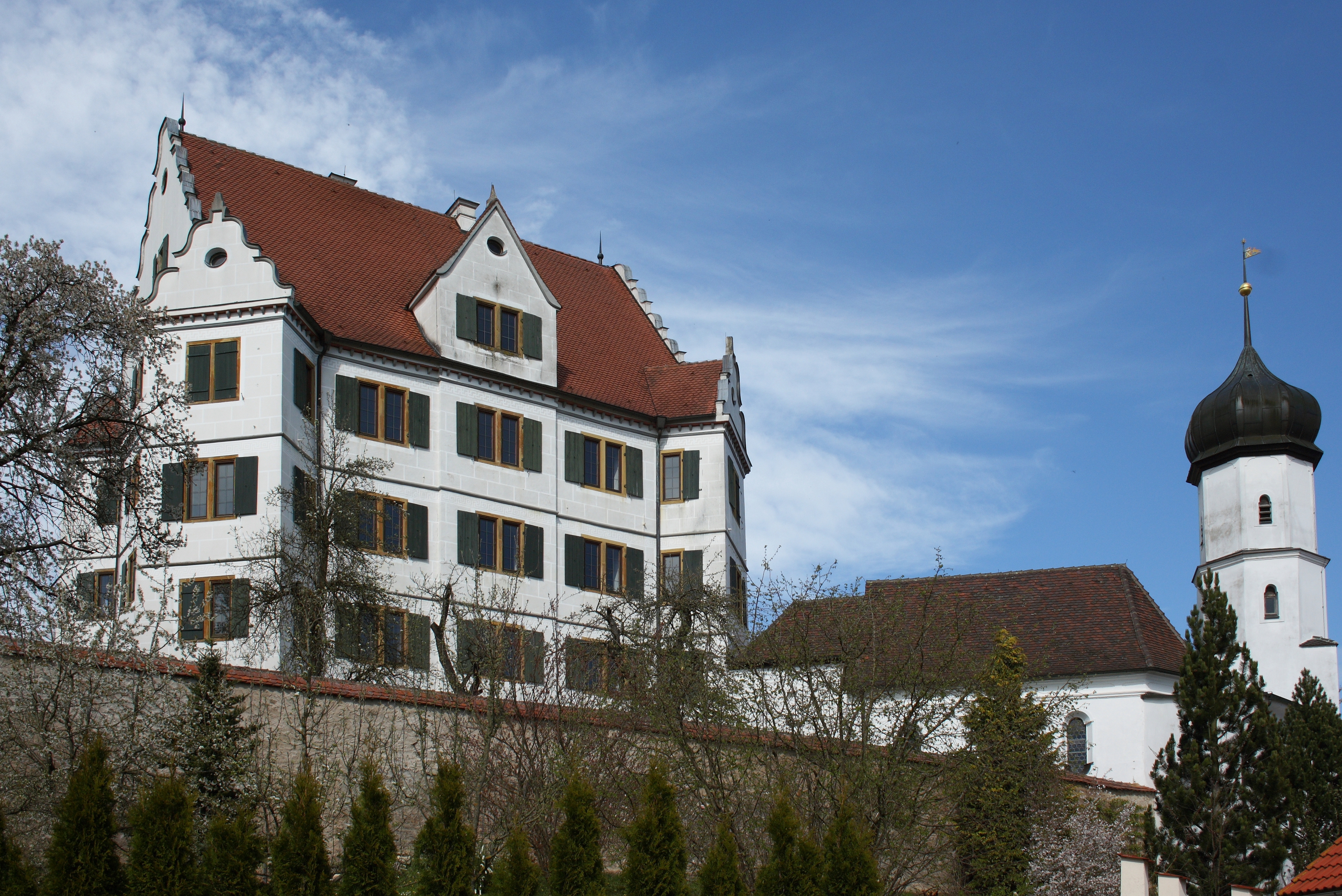
Schloss Hirschbrunn

Auf dieser Seite sind die Baudenkmäler in der schwäbischen Gemeinde Auhausen zusammengestellt. Diese Tabelle ist eine Teilliste der Liste der Baudenkmäler in Bayern. Grundlage ist die Bayerische Denkmalliste, die auf Basis des Bayerischen Denkmalschutzgesetzes vom 1. Oktober 1973 erstmals erstellt wurde und seither durch das Bayerische Landesamt für Denkmalpflege geführt wird. Die folgenden Angaben ersetzen nicht die rechtsverbindliche Auskunft der Denkmalschutzbehörde.

## Baudenkmäler nach Ortsteilen

### Auhausen
| Lage                                                  | Objekt                                                                             | Beschreibung | Akten-Nr.              | Bild                                      |
| ----------------------------------------------------- | ---------------------------------------------------------------------------------- | --- | ---------------------- | ----------------------------------------- |
| Gartenstraße 3 (Standort)                             | Hölzerner Türsturz                                                                 | Bezeichnet mit dem Jahr „1775“ | D-7-79-117-1 Wikidata  | weitere Bilder                            |
| Klosterhof 1 (Standort)                               | Ehemalige Prälatur, jetzt Wohnhaus                                                 | Zweigeschossiger Walmdachbau mit winkligem Grundriss auf hohem Sockelgeschoss mit massiv gemauertem Erdgeschoss und verputztem Fachwerk im Obergeschoss, im Kern „1521“ (bezeichnet), Obergeschoss und Walmdach barock, mehrfach verändert | D-7-79-117-2 Wikidata  | weitere Bilder                            |
| Klosterhof 2 (Standort)                               | Bauernhaus                                                                         | Zweigeschossiger Satteldachbau mit spätgotischem, durch Gesimse und vertikale Stäbe gegliedertem Westgiebel am Stadelteil, im Kern 15. Jahrhundert, Wohnteil stark erneuert | D-7-79-117-10 Wikidata | weitere Bilder                            |
| Klosterhof 4 (Standort)                               | Gartenpavillon                                                                     | Auf quadratischem Grundriss mit Fachwerkobergeschoss und Pyramidendach, im ehemaligen Pfarrgarten, um 1770 | D-7-79-117-11 Wikidata | Gartenpavillon                            |
| Klosterhof 6 (Standort)                               | Ehemalige Benediktinerklosterkirche, seit 1534 evangelisch-lutherische Pfarrkirche | Dreischiffige Pseudobasilika mit nach Süden abgeknicktem, tiefen, im Osten dreiseitig geschlossenem Mönchschor mit Strebepfeilern, Zweiturmfassade mit Gurtgesimsen, Rundbogenfriesen und Ecklisenen am Nordturm sowie mit Westwerk und Kapellenanbauten an den Seitenschiffen, im Kern romanische Pfeilerbasilika mit Apsis und Nebenchören sowie mit offener Vorhalle im Westen, um 1120 unter dem Einfluss der Hirsauer Reform errichtet, Nordturm um 1230 erhöht, Südturm „1334“ (bezeichnet) in einfachen Formen erneuert, Chorneubau 1519 vollendet, wohl gleichzeitig Anbau der Seitenkapellen und Umgestaltung der Vorhalle in eine Nebenkapelle, 1537 Einbau eines Getreidekastens im Westwerk, Erhöhung der Seitenschiffswände und Tieferlegung der Decke im Mittelschiff; mit Ausstattung (siehe auch: Taufbecken und Kanzel). | D-7-79-117-12 Wikidata | weitere Bilder                            |
| Klosterhof 7; Klosterhof 8 (Standort)                 | Wohnhaus                                                                           | Zweigeschossiger Satteldachbau, um 1700 Stadel, Satteldachbau mit Fachwerkgiebel und Sonnenuhr, 18. Jahrhundert, nach Osten erweitert Gartenmauer, Bruchstein, im Kern 18. Jahrhundert | D-7-79-117-8 Wikidata  | Wohnhaus                                  |
| Klosterhof 8; Gartenstraße 3; Klosterhof 4 (Standort) | Ehemalige Klosteranlage                                                            | Weitläufige, im 19. Jahrhundert weitgehend abgebrochene Klosteranlage mit wenigen Resten Torhaus, Satteldachbau mit rundbogiger Durchfahrt, Bogenfries unter der Traufe und Fachwerkgiebel, Ende 12. Jahrhundert Klostermauer, sichtbare Reste vor allem um den Friedhof und im Westen, wohl im Wesentlichen 18. Jahrhundert | D-7-79-117-13 Wikidata | Ehemalige Klosteranlage                   |
| Klosterstraße 23 (Standort)                           | Ehemalige Klosterherberge, jetzt Gasthaus                                          | Zweigeschossiger Satteldachbau mit Trauf- und Giebelsohlegesims sowie mit einem historischen, zweigeschossigen Anbau mit Satteldach nach Osten, 18. Jahrhundert, Anbau „1893“ (bezeichnet) verändert Wirtschaftsgebäude, Satteldachbau, „1796“ (bezeichnet), rückseitig erweitert | D-7-79-117-9 Wikidata  | Ehemalige Klosterherberge, jetzt Gasthaus |
| Mühlstraße 9 (Standort)                               | Stadel                                                                             | Erdgeschossiger Satteldachbau mit offenem Fachwerkgiebel, 19. Jahrhundert | D-7-79-117-3 Wikidata  | Stadel                                    |
| Mühlstraße 11 (Standort)                              | Mühle, Hauptgebäude                                                                | Zweigeschossiger Satteldachbau mit Zwerchhaus, genuteten Ecklisenen und profiliertem Trauf- und Giebelgesims, „1800“ (bezeichnet), Zwerchhaus nach Nordosten erweitert | D-7-79-117-4 Wikidata  | weitere Bilder                            |
| Hangäcker, Kappelholz, Löhlein (Standort)             | Grenzsteine                                                                        | auf der neuen Landesgrenze zwischen dem Königlich Preußischen Fürstentum Ansbach und dem Fürstentum Oettingen-Spielberg, um 1796 (teilweise im Gebiet der Gemeinde Westheim) | D-7-79-117-14          | Grenzsteine                               |

### Dornstadt
| Lage                              | Objekt                                           | Beschreibung | Akten-Nr.             | Bild           |
| --------------------------------- | ------------------------------------------------ | --- | --------------------- | -------------- |
| Hirschbrunner Straße 5 (Standort) | Evangelisch-lutherische Pfarrkirche St. Nikolaus | Chorturmkirche, Saalbau mit eingezogenem Rechteckchor im Turm, Emporenaufgang im Westen und Sakristeianbau im Norden, Turm erste Hälfte 14. Jahrhundert, Schiff Ende 15. Jahrhundert, Sakristei wohl 18. Jahrhundert Emporenaufgang 20. Jahrhundert Friedhofsmauer, westlicher Teil 18. Jahrhundert | D-7-79-117-5 Wikidata | weitere Bilder |

### Hirschbrunn
| Lage                                                                                             | Objekt                                       | Beschreibung | Akten-Nr.             | Bild                                         |
| ------------------------------------------------------------------------------------------------ | -------------------------------------------- | --- | --------------------- | -------------------------------------------- |
| Hirschbrunner Straße (Standort)                                                                  | Steinfigur des heiligen Johannes von Nepomuk | Auf vierseitigem Postament, Mitte 18. Jahrhundert | D-7-79-117-7 Wikidata | Steinfigur des heiligen Johannes von Nepomuk |
| Hirschbrunner Straße 20; Schloßwiesen; Wassertrüdinger Allee; Hirschbrunner Straße 18 (Standort) | Ehemaliges Jagdschloss                       | Dreigeschossiger, annähernd quadratischer Satteldachbau mit abgetreppten Schweifgiebeln, rechteckigen, übergiebelten Eckerkern, Gauben an den Traufseiten, Geschossprofilen, Konsolgesims und lisenengerahmtem Portal im Norden, für die Grafen von Oettingen durch Johann und Peter Alberthal errichtet, 1600–1607 Katholische Schlosskapelle St. Mariä Himmelfahrt, Saalbau mit eingezogenem Rechteckchor im Turm mit Oktogon, reich profiliertem Traufgesims und Sakristeianbau südlich an Turm und Schiff, 1692 Verbindungsgang, zwischen Schloss und Kapelle, um 1700 Ehemalige Remise, Satteldachbau mit korbbogigen Toröffnungen, im Kern wohl 18. Jahrhundert Einfriedung, mit Torpfeilern mit Kugelaufsätzen, 17./18. Jahrhundert Allee, vom Haupteingang nach Norden in den Wald führend, 17./18. Jahrhundert Denkmal, Kubus mit Wappen, Inschrift und Eckkugeln auf einem Bruchsteinhügel, für Johann Alois zu Oettingen-Spielberg, „1855“ (bezeichnet) Mariensäule, zweite Hälfte 19. Jahrhundert | D-7-79-117-6 Wikidata | weitere Bilder                               |